# 杨兆旋
杨兆旋（？—），男，广东梅县人，中华人民共和国政治人物，曾任中国致公党中央委员会常务委员、广西壮族自治区委员会主任委员，第八、九届全国政协委员。